# Brachypogon silecis
Brachypogon silecis är en tvåvingeart som beskrevs av Gustavo R. Spinelli 1991. Brachypogon silecis ingår i släktet Brachypogon och familjen svidknott.
Artens utbredningsområde är Polen. Inga underarter finns listade i Catalogue of Life.